# 박희정 (1988년)
박희정 (1988년 10월 20일 ~ )은 대한민국의 배우이다. 삼성반도체 노동자 고(故) 황유미의 실화를 소재로 삼은 영화 또 하나의 약속의 주인공으로 출연했다.

## 학력
- 전주예술고등학교
- 단국대학교 연극영화과

## 출연 작품

### 영화
| 연도 | 제목           | 역할      |
| ---- | -------------- | --------- |
| 2011 | 써니           | 영진      |
| 2014 | 또 하나의 약속 | 한윤미    |
| 2017 | 재심           | 명희      |
| 2017 | 해빙           | 오프닝 DJ |

## 드라마
- 2022년 MBC 《내일》 - 전보연/전윤희 역 (13회 특별출연)